# Mitrella lanceolata
Mitrella lanceolata is een slakkensoort uit de familie van de Columbellidae. De wetenschappelijke naam van de soort is voor het eerst geldig gepubliceerd in 1886 door Locard.